# 南海舌蕨
南海舌蕨（学名：Elaphoglossum callifolium），也叫锐头舌蕨，为舌蕨科舌蕨属下的一个植物种。